# Guerra címbria
La Guerra Címbria (113 aC-101 aC) es va lliurar entre la república Romana i les tribus protogermàniques de cimbres i teutons, que migraven del nord d'Europa cap a territoris sota domini romà, provocant amb això l'enfrontament. A més, aquesta guerra va posar en una seria amenaça a Itàlia, com a província romana, i a la pròpia Roma, cosa que no passava des de la Segona Guerra Púnica.
Aquest enfrontament va tenir una repercussió enorme en la política interna de Roma i de l'organització del seu exèrcit. La guerra va afavorir en gran manera la carrera política de Gai Mari, els consolats i conflictes polítics van canviar diverses institucions polítiques romans i costums de l'època. L'amenaça dels cimbres, juntament amb la guerra de Jugurta contra el rei Jugurta), van inspirar les reformes de Mari de les legions, que tindrien un efecte molt significatiu en la resta de la història de la república.
Finalment Roma va guanyar la prolongada i sagnant guerra -caldria remuntar-se a la segona guerra púnica per trobar unes pèrdues equiparables- amb les victòries d'Aquae Sextiae i Campi Raudii, resultant completament aniquilades les dues tribus protogermániques.

## Antecedents
Per raons desconegudes (probablement a causa d'un canvi climàtic durant la Cultura de Jastorf), durant els anys 120 aC-115 aC, els Cimbres (que alguns autors antics classifiquen com a celtes) van abandonar les seves terres natals del mar Bàltic, que comprenien la península de Jutlàndia i el sud d'Escandinàvia. Van viatjar cap al sud-est, unint-se aviat els seus veïns d'origen teutó. Junts van lluitar contra els escordiscs i els bois, molts dels quals se'ls van acabar unint.

## Derrotes inicials romanes
El 113 aC van arribar al Nòric, prop del Danubi, i llar dels nòrics, poble aliat de Roma. Incapaços de rebutjar la nova i poderosa força invasora, els nòrics van demanar ajuda romana.
A l'any següent, el cònsol romà Gneu Papiri Carbó va guiar les legions a Nòric i després de realitzar una impressionant demostració de força, va ocupar una important posició defensiva i va exigir als cimbres abandonar la província immediatament. Aquests pensaven complir pacíficament les demandes dels romans, fins que van descobrir que Papiri Carbó els estava preparant una emboscada. Enfurismats per aquesta traïció, els cimbres i teutons van atacar als romans, destrossant gran part de les legions, i gairebé capturant al mateix cònsol, a la batalla de Noreia.
D'aquesta manera, Itàlia va quedar exposada a la invasió, i no obstant això, els cimbres i els seus aliats es van dirigir cap als Alps, a l'oest, per entrar en la Gàl·lia. El 109 aC, van envair la província romana d'Arle derrotant l'exèrcit romà, que estava sota el comandament de Marc Juni Silà. Durant el mateix any, també van vèncer un altre exèrcit romà en la batalla de Burdigala (l'actual Bordeus) morint en combat seu comandant i també cònsol, Luci Cassi Longí Ravila contra els tigurins, aliats dels cimbres després del seu pas pels Alps.

## Desastre a Arausio

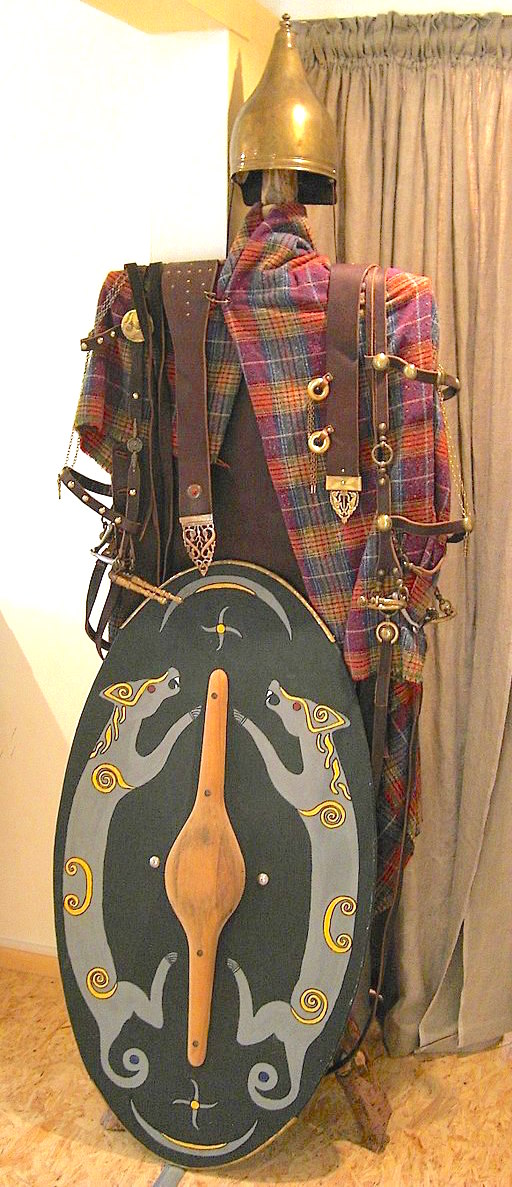
Equipament celta mitjà de l'època

El 105 aC, Roma i els seus nous líders, el procònsol Quint Servili Cepió el vell i el cònsol Gneu Mal·li Màxim, van decidir expulsar els invasors, resolent l'assumpte d'una vegada per totes. Per això, la República va enviar al major exèrcit mai vist des de la segona guerra púnica (probablement, el més gran de tota la història de Roma) a la zona, compost per 80.000 legionaris i 40.000 auxiliars, incloent el personal no combatent. Aquesta força va estar dividida en dues, sent liderada cada part per un dels cònsols.
Cada cònsol va guiar les seves legions per compte propi cap al riu Roine, al seu pas per Orange, i van situar els seus campaments en vores oposades. Els dos comandants romans no s'agradaven, fins i tot desconfiaven, entre si, pel que els seus exèrcits, en lloc d'actuar com una força aclaparadora en la mateixa direcció, serien entitats independents separades per cimbres, teutons i els seus aliats. L'orgull de Quint Servili Cepió va arribar a tal extrem que va optar per atacar sense el suport de Gneu Mal·li Màxim, amb el resultat que les seves legions foren aniquilades i el seu campament assaltat. Les envoltades i desmoralitzades tropes de Gneu Mal·li Màxim van ser vençudes fàcilment. Els que no queien en combat, s'ofegaven al riu, intentant escapar. La batalla d'Arausio va suposar la pitjor derrota soferta des de la batalla de Cannes. De fet, les pèrdues humanes van ser molt més grans, i les seves conseqüències, més duradores en el temps. Per a cimbres i teutons va suposar una gran triomf, però no l'aprofitaren i sembraren les llavors de la seva destrucció. En lloc de reunir els seus aliats i marxar sobre Roma, els cimbres van penetrar a Hispània, mentre que els teutons van romandre a la Gàl·lia. Per segona (i fatal) vegada, els motius pels quals no van envair Itàlia segueixen sent un misteri. Potser van pensar que un saqueig a Hispània i la Gàl·lia seria més fàcil. Possiblement també havien tingut nombroses baixes, i devien sentir que no eren encara una força prou forta com per lluitar amb els romans en les seves terres. Amb les seves temeràries tàctiques de batalla, fins i tot les seves victòries podrien haver estat costoses. Theodor Mommsen va escriure sobre els seus mètodes de batalla:
| «                                     | El seu sistema d'enfrontament va ser substancialment el dels celtes d'aquest període, els quals ja no lluitaven, com anteriorment ho feien els celtes italians amb el cap descobert i només amb una espasa o una daga, sinó amb cascos de coure amb freqüència luxosament guarnits, i amb una peculiar arma, la materis, seguien utilitzant espases llargues, així com un escut també llarg i estret, armament el qual probablement complementaven amb cotes de malla. Posseïen cavalleria, però els romans eren superiors en aquell moment. El seu ordre de batalla tenia tant de brusc com d'antic. Es formaven en falanges amb el mateix nombre de files d'amplitud com de profunditat, i lligats amb cordes i grillons els components de la primera fila en les batalles perilloses. | » |
| — Theodor Mommsen, "Història de Roma" | |   |

Així doncs, amb aquests desavantatges tàctics que els feien basar-se en la superioritat numèrica i en el seu propi valor, van aconseguir la victòria aprofitant-se dels errors comesos pels comandants romans. No obstant això, aviat s'enfrontarien a un general romà, que rarament cometia errors, al capdavant d'un nou exèrcit que resultaria ser un enemic mortal.

## Reformes de Mari

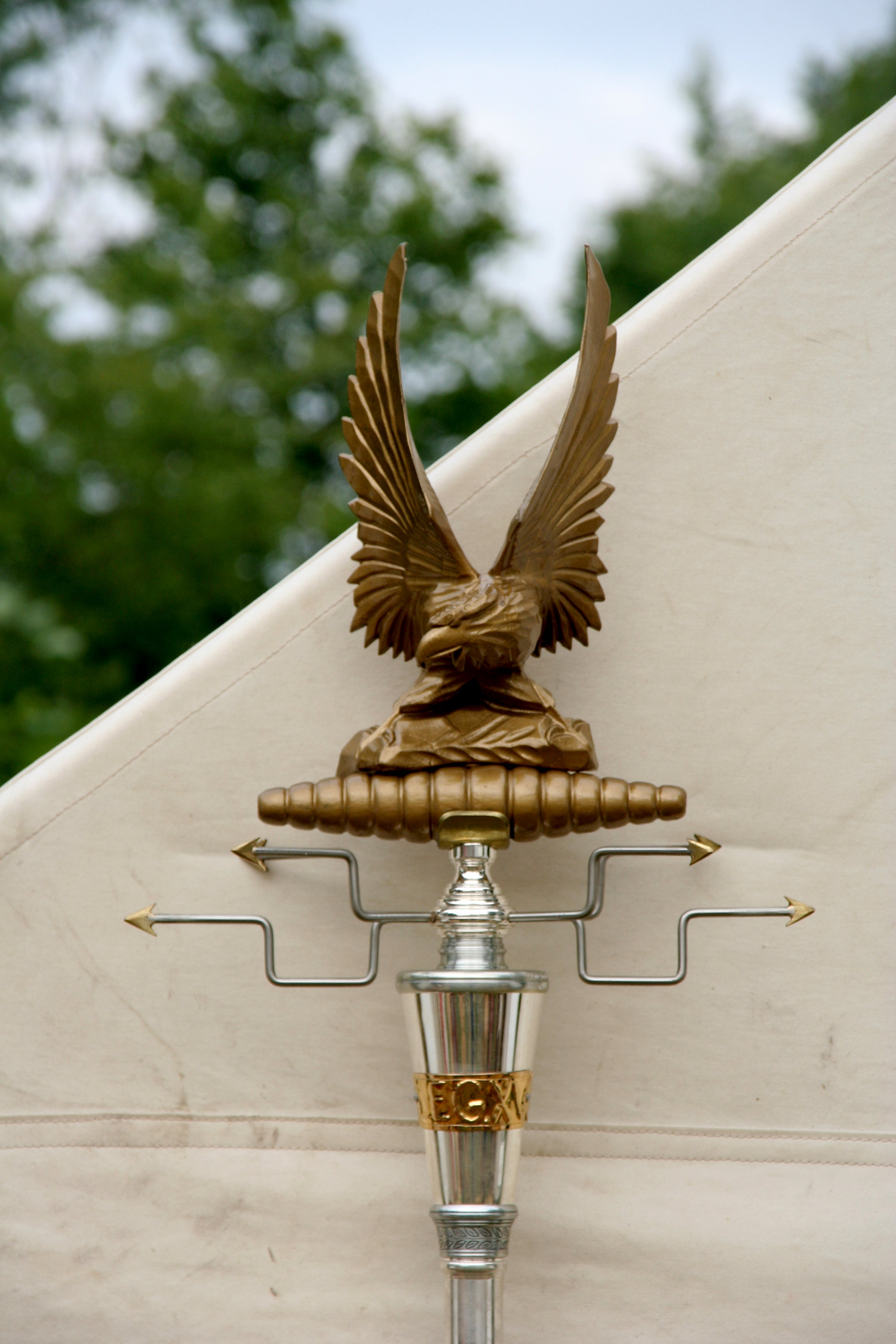
L'àliga romana, emblema que havia de tenir cura cada legió

Arran de la catàstrofe d'Arausio, la por va sacsejar la República Romana fins als fonaments. El terror dels cimbres es pressentia als carrers, els romans esperaven que els bàrbars arribessin a les seves portes en qualsevol moment. En aquesta atmosfera de pànic i desesperació, es va declarar una situació d'emergència. La constitució va ser ignorada i Gai Mari, vencedor en la Guerra de Jugurta, és elegit cònsol per un període consecutiu de 5 anys (començant el 105 aC) cosa sense precedents en la història de la república i completament il·legal (només es podia ser cònsol una vegada cada deu anys). A més, va ser nomenat imperator, comandant suprem de l'exèrcit, amb poders sense precedents que va utilitzar per transformar l'exèrcit en la millor força militar de l'edat antiga.
Fins aquell moment l'exèrcit estava format obligatòriament per romans de bones arrels i amb possessions de terra, ja que creien que el millor soldat era aquell en què l'honor i capital estigués en joc davant de cada perill que tingués Roma. Mari va canviar tot això per una força composta de camperols procedents de Roma i més de qualsevol ciutat italiana, sense terres ni dona que li fessin pensar a abandonar la legió, i sobretot, voluntariosos. Va millorar i normalitzar l'entrenament, les armes, les armadures i l'equip de campanya. També va modificar l'estructura organitzativa de la legió dividint-la en cohorts, aconseguint fer-la més dinàmica i flexible. Juntament amb aquestes disposicions, van entrar noves normes i un nou símbol, l'àliga, ensenyant les seves tropes a venerar-la, ja que no deixessin que caigués en mans enemigues. Es diu que aquesta infanteria va ser el primer exèrcit professional de la història.
Encara que l'espantat senat i el poble romà el catapultar al poder, Mari no va oblidar que l'error dels cimbres i teutons de no marxar sobre Itàlia li estava permetent reorganitzar-se. Ell no anava a cometre el mateix error. Aviat s'enfrontarien a un general brillant i despietat.

## Moviments germànics
Els teutons eren tribus desorganitzades. A més, tenien el costum consistia a no quedar-se al lloc conquerit per defensar-ne la possessió. Per això, tot i haver vençut diverses vegades als romans, sempre tornaven sobre els seus passos. Però tot això havia de canviar. Boiorix, rei cimbre, també es va erigir líder de totes les tribus implicades en la migració. Va aprendre llatí, va estudiar als romans a través dels presoners capturats i va decidir que amb les seves forces era possible vèncer a Roma mitjançant un pla brillant: Dividir en tres grups a totes les tribus, que ja superaven el milió d'efectius i envair Itàlia des de tres punts diferents al mateix temps, partint des dels Alps. D'aquesta manera, Boiorix forçaria també la divisió de les menys nombroses legions romanes, alhora que li seria més fàcil aconseguir subministraments. Cada grup tenia la mida suficient per ser una terrible amenaça per als romans, però no tan gran com per tornar-se ingovernable, ja que els passos dels Alps eren estrets i dificultosos.
Teutobodus entraria amb els teutons i ambrons per l'oest, prop de Aquae Sextiae. Ell mateix marxaria sobre Roma pel Nord amb els cimbres, per un pas prop de l'actual Verona. La resta de tribus entraria a Itàlia pel pas més oriental dels Alps, pel pas de Tergeste.

## La venjança de Roma

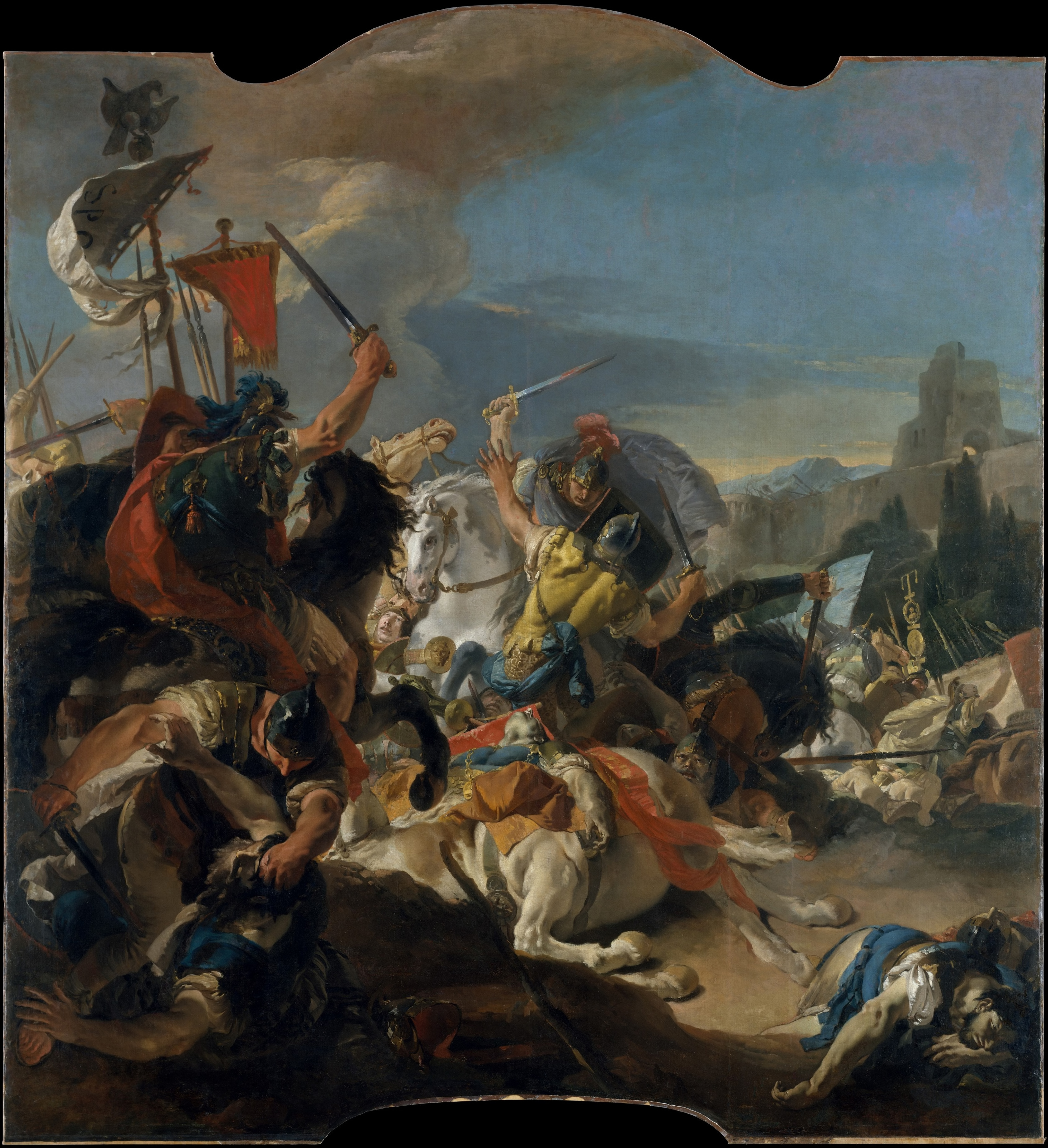
Campi Raudii, per Giovanni Battista Tiepolo, 1725-1729

Coneixedor dels plans germànics, Mari ja havia enviat al procònsol Quint Lutaci Catul a interceptar als cimbres. El pla consistia a vèncer cimbres i teutons per separat i alhora, per després unir les legions de tots dos cònsols i marxar junts sobre el tercer grup de tribus germàniques. No obstant això, Mari dubtava de les capacitats militars de Catul, així que va ordenar al seu jove rival, però en aquest moment aliat forçós Luci Corneli Sul·la, que l'acompanyés i fins i tot que el rellevés del comandament si aquest posava en perill l'exèrcit.
El 102 aC, Mari estava preparat per enfrontar-se als teutons, que mentrestant, havien estat saquejant Massilia. Va escollir el terreny acuradament i va aixecar un campament fortificat a dalt d'un turó, prop d'Aquae Sextiae, on contínuament incitaria als teutons i als seus aliats ambrons perquè els ataquessin. Una vegada que aquests van picar l'ham, una força composta per cinc cohorts formada pels legionaris més forts, que prèviament Mari havia amagat en un bosc proper, van caure per l'esquena de l'enemic, capturant al seu rei Teutobodus i massacrant els teutons. Però en Aquae Sextiae només es va aconseguir un empat: tot i que ambrons i teutons havien estat eliminats, els cimbres i el tercer grup d'invasió compost majoritàriament per querusc i marcomans encara eren unes forces molt poderoses.
El 101 aC, els cimbres van creuar els Alps. Quint Lutaci Catul, com havia previst Mari, estava acampat en un enclavament pèssim, una estreta vall que era fàcil que fossin rodejats, on només era qüestió de temps que els teutons, molt superiors numèricament, els tanquessin i massacres. Sul·la va causar un motí entre els centurions, aconseguint que Catul entrés en raó i retrocedís cap a posicions més favorables sense presentar combat. Per això, va creuar l'únic pont sobre el riu Po que hi havia a la vall, tot i haver de cedir territori romà als cimbres. Durant l'ordenat replegament al comandament de Sul·la, es van produir petites escaramusses entre la cavalleria dels cimbres i tropes auxiliars samnites (aliats de Roma).
Sula tenia l'opinió que els cimbres perdrien un preciós temps a saquejar aquestes fèrtils terres abans de seguir amb la invasió, temps en el qual Mari havia de reunir-se amb ell (juntament amb les victorioses legions d'Aquae Sextiae). Fets que finalment van passar tal com havia predit. A més, la tercera invasió germànica s'havia donat la volta abans d'entrar a Itàlia, després de conèixer la fatídica derrota dels teutons i ambrons a mans de Mari. La balança començava a inclinar cap al costat romà després de més de deu anys de crisi.
Seria a la batalla de Campi Raudii, prop del riu Sesia, on Mari tornaria a demostrar la superioritat de les noves legions i cavalleria romanes. En la devastadora derrota, els cimbres van ser virtualment aniquilats, morint dos dels seus líders, Lugius i el seu rei, Boiorix. En un últim episodi d'aquesta cruenta guerra, les dones cimbres van matar els seus fills i es van suïcidar per evitar una vida en esclavitud. Així, la guerra que va començar com una migració, va acabar en un genocidi i en un suïcidi de masses.

## Conseqüències

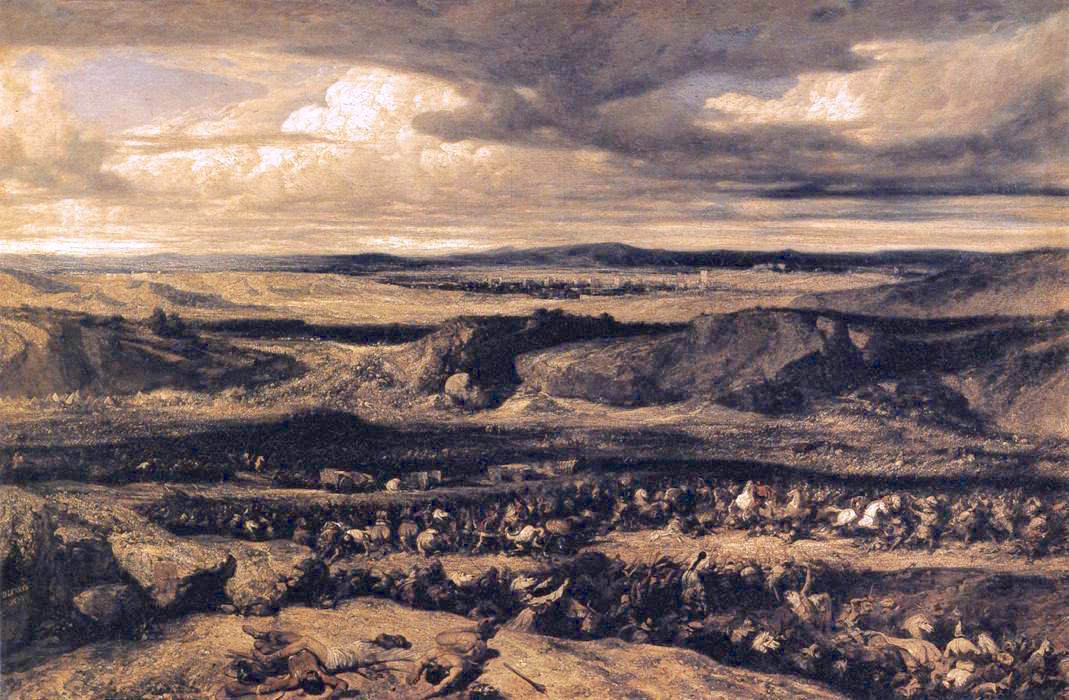
Alexandre-Gabriel Decamps,La derrota dels cimbres, 1833

Els cimbres no van ser esborrats completament de la faç de la terra. Un petit grup romanent de cimbres i teutons van seguir convivint a Jutlàndia almenys fins al segle primer, aliats amb els bois. Aquesta barreja de tribus també se les veuria amb el nebot de Gai Mari, Gai Juli Cèsar, durant les seves campanyes de conquesta.
Passaria un altre segle abans que els romans tornessin a caure davant tribus germàniques, a la batalla del bosc de Teutoburg. I serien també els teutons els que acabarien amb l'imperi de la ciutat eterna, alguns segles més tard.
Les conseqüències polítiques resultants de la guerra, tindrien un efecte més immediat i durador a Roma. Amb el fi de la guerra Cimbria donaria començament la rivalitat entre Sul·la i Mari, el que finalment conduiria a Roma a una guerra civil. A més, arran de la victòria final a Vercellae, Mari va donar la ciutadania romana a les seves legions italianes aliades, al·legant que no podia distingir entre la veu d'un aliat i la d'un romà en el fragor de la batalla. D'ara endavant totes les legions italianes serien legions romanes i en endavant, les ciutats italianes buscarien una major participació en la política externa de Roma, el que provocaria una Guerra Social (91-88 aC).
Mari va poder ser el salvador de Roma, però també va iniciar el principi de la fi del seu sistema de govern basat en la república. La nova classe de soldats, formats per pagesos sense terres i legionaris empobrits, tot i que juraven lleialtat a l'emblema SPQR, en realitat se sentien atrets pel qual els entrenava, dirigia, i sobretot, el que els pagava: el seu comandant. A més, les reformes de l'exèrcit van transformar a les legions en la millor força militar de l'època (i possiblement de la història), aconseguint una força militar professional, en ser cada soldat instruït, equipat i pagat, i permanent, ja que els legionaris eren gent sense cap mena de béns ni negocis que gestionar, de manera que podien servir ininterrompudament a la legió el temps que fos necessari, el que al seu torn permetia que les legions romans incursions en territori cada vegada més allunyats.
Generals com el mateix Gai Mari, Sul·la, Cras, Pompeu, Juli Cèsar, Marc Antoni, i Octavi August, convertirien a poc a poc la república en una autocràcia.